# Elmo (Montana)
Elmo (salish: sqʷe, "inlet in the lake") és una concentració de població designada pel cens dels Estats Units a l'estat de Montana. Segons el cens del 2000 tenia 143 habitants.

## Demografia
Segons el cens del 2000, Elmo tenia 143 habitants, 52 habitatges, i 31 famílies. La densitat de població era de 167,3 habitants per km².
Dels 52 habitatges en un 36,5% hi vivien nens de menys de 18 anys, en un 36,5% hi vivien parelles casades, en un 19,2% dones solteres, i en un 38,5% no eren unitats familiars. En el 25% dels habitatges hi vivien persones soles el 9,6% de les quals corresponia a persones de 65 anys o més que vivien soles. El nombre mitjà de persones vivint en cada habitatge era de 2,75 i el nombre mitjà de persones que vivien en cada família era de 3,56.
Per edats la població es repartia de la següent manera: un 30,8% tenia menys de 18 anys, un 7,7% entre 18 i 24, un 25,2% entre 25 i 44, un 23,1% de 45 a 60 i un 13,3% 65 anys o més. La composició racial era 31,47% blancs i 67,83% amerindis. Els hispànics de qualsevol raça són el 2,1% de la població.

L'edat mediana era de 33 anys. Per cada 100 dones de 18 o més anys hi havia 83,3 homes.
La renda mediana per habitatge era de 8.036 $ i la renda mediana per família de 8.250 $. Els homes tenien una renda mediana de 0 $ mentre que les dones 3.750 $. La renda per capita de la població era de 2.778 $. Aproximadament el 100% de les famílies i el 96,1% de la població estaven per davall del llindar de pobresa.

## Poblacions més properes
El següent diagrama mostra les poblacions més properes.